# 巴克黑德 (喬治亞州)
巴克黑德（英語：Buckhead）是一個位於美國喬治亞州摩根縣的城鎮。

## 地理
巴克黑德的座標為33°34′05″N 83°21′45″W / 33.56806°N 83.36250°W，而該地的平均海拔高度為190米（即626英尺）。

## 人口
根據2010年美國人口普查的數據，巴克黑德的面積為2.10平方千米，當中陸地面積為2.10平方千米，而水域面積為0.00平方千米。當地共有人口171人，而人口密度為每平方千米81人。